# Seznam ocenění a nominací Margaret
Toto je seznam nominací a ocenění, které obdržela polská zpěvačka a skladatelka Margaret.
První cenou, kterou Maragret obdržela bylo 5 tisíc švédských korun za 2. místo v Baltic Song Contest 2013 ve švédském městě Karlshamn, kde reprezentovala Polsko. Zpěvačka je laureátkou takových ocenění jako MTV Europe Music Awards, Eska Music Awards nebo SuperJedynki. Získal také řadu nominací do Kids’ Choice Awards, Wiktorů nebo Telekamer.

## Ocenění a nominace

### MTV Europe Music Awards
| Rok  | Kategorie                      | Výsledek  |
| ---- | ------------------------------ | --------- |
| 2013 | Nejlepší polský počin          | Nominace  |
| 2015 | Nejlepší polský počin          | Vítězství |
| 2015 | Nejlepší světový počin: Evropa | Nominace  |
| 2016 | Nejlepší polský počin          | Vítězství |
| 2017 | Nejlepší polský počin          | Nominace  |
| 2018 | Nejlepší polský počin          | Vítězství |

### Eska Music Awards
| Rok  | Kategorie                                                  | Výsledek  |
| ---- | ---------------------------------------------------------- | --------- |
| 2013 | Nejlepší zpěvačka                                          | Nominace  |
| 2013 | Nejlepší hit („Thank You Very Much”)                       | Nominace  |
| 2013 | Nejlepší debut                                             | Nominace  |
| 2013 | Eska TV Award – Nejlepší videoklip („Thank You Very Much”) | Vítězství |
| 2014 | Eska TV Award – Nejlepší videoklip („Wasted”)              | Nominace  |
| 2015 | Nejlepší zpěvačka                                          | Vítězství |
| 2015 | eskaGO Award – Najlepszy artysta w sieci                   | Vítězství |
| 2016 | Nejlepší zpěvačka                                          | Nominace  |
| 2016 | Nejlepší hit („Cool Me Down”)                              | Nominace  |
| 2016 | eskaGO Award – Najlepszy artysta w sieci                   | Vítězství |
| 2017 | eskaGO Award – Najlepszy artysta w sieci                   | Vítězství |

### SuperJedynki
| Rok  | Kategorie                   | Výsledek  |
| ---- | --------------------------- | --------- |
| 2014 | SuperArtysta bez hranic     | Vítězství |
| 2015 | SuperArtystka               | Nominace  |
| 2015 | SuperAlbum (Add the Blonde) | Nominace  |

### TOPtrendy
| Rok  | Kategorie                                     | Výsledek |
| ---- | --------------------------------------------- | -------- |
| 2012 | Artysta Trendy                                | Nominace |
| 2013 | Největší hity roku („Thank You Very Much”)    | Nominace |
| 2014 | Cyfrowa Piosenka Roku („Thank You Very Much”) | 3. místo |
| 2014 | Největší hity roku („Wasted”)                 | Nominace |

### Polsat SuperHit Festiwal
| Rok  | Kategorie                                                         | Výsledek  |
| ---- | ----------------------------------------------------------------- | --------- |
| 2015 | Hit roku v rádiích – Super hit FM („Wasted”)                      | 4. miísto |
| 2016 | Hit roku v rádiích („Heartbeat”)                                  | Nominace  |
| 2016 | Hit Faktu – Speciální ocenění čtenářů deníku „Fakt” („Heartbeat”) | Vítězství |
| 2017 | Hit roku v rádiích („Cool Me Down”)                               | Nominace  |
| 2018 | Hit roku v rádiích („What You Do”)                                | Nominace  |

### Wiktory
| Rok  | Kategorie          | Výsledek |
| ---- | ------------------ | -------- |
| 2014 | Gwiazda piosenki   | Nominace |
| 2015 | Artysta sceny roku | Nominace |

### Róże Gali
| Rok  | Kategorie                                         | Výsledek  |
| ---- | ------------------------------------------------- | --------- |
| 2013 | Debut                                             | Nominace  |
| 2015 | Media                                             | Nominace  |
| 2016 | Hudba (spolu s Mattem Duskem; Just the Two of Us) | Vítězství |

### Kids’ Choice Awards
| Rok  | Kategorie              | Výsledek  |
| ---- | ---------------------- | --------- |
| 2014 | Oblíbená polská hvězda | Nominace  |
| 2015 | Oblíbená polská hvězda | Nominace  |
| 2016 | Oblíbená polská hvězda | Vítězství |
| 2017 | Oblíbená polská hvězda | Nominace  |

### Žena roku časopisu Glamour
| Rok  | Kategorie         | Výsledek  |
| ---- | ----------------- | --------- |
| 2014 | Žena roku Glamour | Vítězství |
| 2015 | Fashion Icon      | Vítězství |

### Glam Awards
| Rok  | Kategorie           | Výsledek  |
| ---- | ------------------- | --------- |
| 2013 | Hvězda roku         | Nominace  |
| 2013 | Naděje roku         | Vítězství |
| 2013 | Modny debut Eska.pl | Nominace  |

### Nejlepší v roce – Volba Onet.pl
| Rok  | Kategorie                                       | Výsledek  |
| ---- | ----------------------------------------------- | --------- |
| 2013 | Umělec roku – Polsko                            | 8. místo  |
| 2013 | Videoklip roku – Polsko („Thank You Very Much”) | 2. místo  |
| 2014 | Umělec roku – Polsko                            | 8. místo  |
| 2014 | Píseň roku – Polsko („Wasted”)                  | 5. místo  |
| 2015 | Nejlepší umělec – Polsko                        | 7. místo  |
| 2016 | Umělec roku – Polsko                            | 6. místo  |
| 2016 | Píseň roku – Polsko („Cool Me Down”)            | 4. místo  |
| 2017 | Umělec roku – Polsko                            | 9. místo  |
| 2017 | Píseň roku – Polsko („What You Do”)             | 10. místo |

### Volba rádia RMF FM
| Rok  | Kategorie                               | Výsledek  |
| ---- | --------------------------------------- | --------- |
| 2013 | Hit léta („Tell Me How Are Ya”)         | 50. místo |
| 2013 | Hit roku RMF FM („Thank You Very Much”) | 78. místo |
| 2014 | Hit roku („Wasted”)                     | 24. místo |
| 2014 | Hit roku („Start a Fire”)               | 34. místo |
| 2014 | Populista – Top 50 („Wasted”)           | 40. místo |
| 2015 | Hit léta („Heartbeat”)                  | 12. místo |
| 2015 | Hit roku („Heartbeat”)                  | 17. místo |
| 2016 | Hit roku („Cool Me Down”)               | 10. místo |
| 2016 | Przebój roku („Elephant”)               | 76. místo |
| 2016 | Top 50 Poplisty („Cool Me Down”)        | 43. místo |
| 2017 | Hit roku („What You Do”)                | 33. místo |

### Volba rádia Eska
| Rok  | Kategorie                          | Výsledek  |
| ---- | ---------------------------------- | --------- |
| 2013 | Gorąca 100 („Thank You Very Much”) | 94. místo |
| 2014 | Gorąca 100 („Start a Fire”)        | 31. místo |
| 2015 | Gorąca 100 („Heartbeat”)           | 27. místo |
| 2016 | Gorąca 100 („Cool Me Down”)        | 9. místo  |
| 2017 | Gorąca 100 („What You Do”)         | 75. místo |

### Volba rádia Zet
| Rok  | Volba                                            | Kategorie                                                                             | Výsledek  |
| ---- | ------------------------------------------------ | ------------------------------------------------------------------------------------- | --------- |
| 2013 | Velký souhrn roku                                | Zpěvačka roku                                                                         | Nominace  |
| 2013 | Velký souhrn roku                                | Objev roku                                                                            | 3. místo  |
| 2013 | Souhrn hitparády                                 | Nejpopulárnější skladby v žebříčku hitů Rádia Zet v roce 2013 („Thank You Very Much”) | 26. místo |
| 2014 | Hudební souhrn roku                              | Zpěvačka roku                                                                         | 2. místo  |
| 2014 | Hudební souhrn roku                              | Hit roku („Wasted”)                                                                   | Vítězství |
| 2014 | Souhrn hitparády                                 | Nejpopulárnější skladby v žebříčku hitů Rádia Zet v roce 2014 („Wasted”)              | 15. místo |
| 2015 | Volba hitu při příležitosti 25. výročí rádia Zet | Hit při příležitosti 25. výročí („Wasted”)                                            | Nominace  |
| 2015 | Hlasování na silvestrovský hit č. 1              | Silvestrovský hit č. 1 („Wasted”)                                                     | 4. místo  |
| 2016 | Hlasování na silvestrovský hit č. 1              | Silvestrovský hit č. 1 („Cool Me Down”)                                               | Nominace  |
| 2016 | Hlasování na silvestrovský hit č. 1              | Silvestrovský hit č. 1 („Heartbeat”)                                                  | Nominace  |
| 2016 | Shrnutí hitparád                                 | Nejpopulárnější skladby v žebříčku hitů Rádia Zet v roce 2016 („Cool Me Down”)        | 16. místo |

### Jiné
| Rok  | Soutěž                                  | Kategorie                              | Výsledek  |
| ---- | --------------------------------------- | -------------------------------------- | --------- |
| 2013 | Baltic Song Contest                     | Grand Prix                             | 2. místo  |
| 2014 | Plejada Top Ten 2014                    | Debut roku                             | Nominace  |
| 2015 | Grube Ryby 2015                         | Hitový hlas                            | Nominace  |
| 2015 | Telekamery 2015                         | Hudba                                  | Nominace  |
| 2016 | 53. KFPP w Opolu                        | Grand Prix Opola 2016 („Smak radości”) | Nominace  |
| 2016 | Hit léta rádia RMF FM a televize Polsat | Hit léta („Cool Me Down”)              | Top 3     |
| 2017 | Grube Ryby 2017                         | Hitový hlas                            | Vítězství |
| 2017 | Hit léta rádia RMF FM a televize Polsat | Hit léta rádia („What You Do”)         | Nominace  |
| 2017 | 54. KFPP w Opolu                        | Speciální cena                         | Vítězství |
| 2018 | Hit léta rádia RMF FM a televize Polsat | Hit léta („Byle jak”)                  | Vítězství |